# Ambassadråd
Ambassadråd är i Sverige en titel på en utlandsstationerad senior tjänsteman vid utrikesdepartementet. Ambassadrådet har lägre rang än ambassadören och minister, men högre än förste, andre respektive tredje ambassadsekreterare. 
Titeln kan jämföras med ekonomiskt råd (utsänd från finansdepartementet), rättsråd (utsänd från justitiedepartementet), lantbruksråd, miljöråd, kulturråd, etc. Ambassadråd ska inte blandas ihop med utrikesråd, vilka är tre chefstjänstemän på UD i Stockholm.
I Finland stavas motsvarande titel ambassadsråd (tidigare hette titeln legationsråd, vilket numera är en hederstitel).